# Río Tinto-Estación (poblado)
Río Tinto-Estación, también conocido como la «estación de Enmedio» o aldea de Río Tinto, fue un poblado obrero perteneciente al municipio español de Minas de Riotinto, en la provincia de Huelva. El núcleo de población se fue formando durante el último tercio del siglo XIX, estando su génesis muy ligada a las instalaciones ferroviarias de la zona. El poblado sería derribado en 1970.

## Historia
Entre 1873 y 1875 la Rio Tinto Company Limited (RTC) construyó una línea de ferrocarril para enlazar sus distintas instalaciones y yacimientos, cuyo trazado sería inaugurado en 1875. Se levantó un complejo ferroviario, Río Tinto-Estación, que se articularía como punto de partida desde el cual los trenes —una vez clasificados y conformados— se dirigirían hacia el muelle de Río Tinto en el puerto de Huelva. El intenso tráfico ferroviario supuso, casi desde los primeros tiempos, que se erigiera un pequeño núcleo poblacional junto a dicha estación, que para 1888 tenía un censo de 48 habitantes. El tamaño de la población aumentó considerablemente durante las dos primeras décadas del siglo XX. El poblado contaba con una escuela dependiente de la RTC, ubicada al final de la calle Cerda, y dividida en dos estancias: una para niños y otra para niñas.
La RTC decidió atender las peticiones de los obreros ferroviarios que se quejaban de largas jornadas trabajando en los trenes entre Río Tinto y Huelva. Por ello, la compañía minera decidió levantar un poblado situado a 200 metros de la Cochera Central de locomotoras, evitando así desplazamientos antes y después de las jornadas laborales. Para 1920 este pequeño poblado albergaba ya 197 habitantes y con el paso de los años continuó creciendo, hasta alcanzar los 236 habitantes en 1940. El pico máximo de población se alcanzó en 1960, teniendo para entonces 268 habitantes y 56 casas. A finales de la década de 1960 la decadencia de las instalaciones ferroviarias de Río Tinto-Estación marcó también el declive del poblado. En 1970 los habitantes fueron trasladados en su mayoría al núcleo de Minas de Riotinto, siendo derribado el poblado.

## Arquitectura
La aldea de Río Tinto-Estación constituyó el más pequeño de los poblados construidos por la RTC para albergar sus trabajadores; en el caso de este poblado, a obreros ferroviarios. La tipología de las viviendas destinadas a obreros en la Estación de Enmedio variaron según la superficie de la misma, que dependía del tipo de familia —más o menos numerosa— que la ocupaba. Las más pequeñas tenían dos habitaciones y una planta, mientras que las mayores tenían cuatro o cinco estancias y hasta de dos plantas. Estaban construidas en mampostería con esquinales de ladrillo con acabado exterior e interior de cal. La carpintería de puertas y ventanas era de madera.
El saneamiento de la aldea se solventó mediante la instalación de depósitos de higiene, que eran un edificio hermético construido en ladrillo mortero hidráulico. Tenía un tamaño de cinco metros de largo, tres de ancho y dos de altura. En la parte superior había dos tolvas con compuertas automáticas donde se vertían los cubos con las deposiciones. Cuando el depósito estaba lleno la RTC enviaba personal que rompía la puerta de un tabique de ladrillos y vaciaba el contenido en un carro, a través del cual los deshechos eran transportados a la huerta de la Compañía en el Zumajo, donde eran empleados como abono. Una vez limpio el depósito se volvía a sellar la puerta con otro tabique de ladrillos, estando de nuevo listo para su uso. También se construyeron dos retretes públicos para uso de los vecinos que no disponían de aseos en sus viviendas.
Actualmente solo se conservan el alineamiento de las calles y algunos restos tanto del lavadero como de la fuente pública.